# Transformers: Beast Wars Transmetals
Transformers: Beast Wars Transmetals (на японском рынке — ビーストウォーズメタルス 激突!ガンガンバトル (яп.  Transformers Beast Wars Metals: Gekitotsu! Gangan Battle) — видеоигра жанра файтинг для Nintendo 64 и PlayStation, четвёртая по счёту из серии компьютерных игр, посвящённых трансформерам. Разработана компаниями Takara (PlayStation) и Locomotive Games (Nintendo 64). В Японии издана компанией Takara 1 октября 1999 года для Nintendo 64 и 9 декабря 1999 года для PlayStation; в Северной Америке — компанией BAM! Entertainment 15 марта 2000 года для PlayStation и 15 ноября 2000 года для Nintendo 64.

## Сюжет и геймплей

Экран выбора персонажа на Nintendo 64

Игра базируется на альтернативной версии оригинального сериала о трансформерах, созданной канадскими аниматорами — Звериные Войны (англ. Beast Wars). Максималы, возглавляемые Оптимусом Праймалом и Предаконы, возглавляемые Мегатроном, сражаются за власть над неизвестной планетой. На выбор игроку предоставлено 12 персонажей — 8 основных и 4 секретных, немного различающихся в версиях игры для Nintendo 64 и PlayStation:
Максималы:
- Оптимус Праймал (присутствует в обеих версиях)
- Рэттрэп (присутствует в обеих версиях)
- Читор (присутствует в обеих версиях)
- Тигатрон (присутствует в обеих версиях)
- Эйрэзор (только в версии Nintendo 64)
- Сильверболт (только в версии PlayStation)
- Виндрейзор (только в версии PlayStation)

Предаконы:
- Мегатрон (присутствует в обеих версиях)
- Тарантулас (присутствует в обеих версиях)
- Блэкарахния (присутствует в обеих версиях)
- Оспинатор (только в версии Nintendo 64)
- Рэведж (присутствует в обеих версиях)
- Старскрим (только в версии Nintendo 64)
- Террорзавр (только в версии Nintendo 64)
- Рэмпейдж (только в версии PlayStation)
- Квикстрайк (только в версии PlayStation)
- Мегатрон-X (только в версии Nintendo 64) — неигровой персонаж, финальный противник

Кадр из игры на Nintendo 64

Из всех персонажей только Виндрейзор не является героем оригинального мультсериала.
Игра представляет собой типичный ранний трёхмерный файтинг пятого поколения игровых систем, вроде игр Tekken и Tobal. Каждый персонаж в ходе битвы может трансформироваться в определённое животное и боевое транспортное средство. Так, например, Оптимус Праймал может становиться гориллой или вставать на аэро-скейтборд, Террозавр — превращаться в птеродактиля или в истребитель, а Тарантул — в паука или мотоцикл.
Для того, чтобы пройти игру, надо победить семерых оппонентов и в финальном поединке одолеть Мегатрона X, после чего объявляется победа и на экране появляются заключительные титры. На Nintendo 64 каждый персонаж имеет собственную концовку, в то время, как на PlayStation финальный ролик зависит только от того, за какую из сторон выступает победивший персонаж. На выбор игрока каждый поединок может состоять из одного, пяти, семи или девяти раундов. Кроме того, в настройках игры можно выбрать отведённое на каждый раунд время, повысить или понизить сложность игры.
Ещё одна отличительная особенность игры на Nintendo 64 — наличие трёх мини-игр: забег на небольшое расстояние, дуэль на пистолетах и собирание монеток. В Версии игры на PlayStation мини-игры отсутствуют.

## Критика
| Сводный рейтинг | Сводный рейтинг |
| Агрегатор       | Оценка          |
| --------------- | --------------- |
| GameRankings    | 48,67 % (N64)   |

По данным сайта-агрегатора MobyGames, игра получила в подавляющем большинстве очень низкие оценки критиков, многие из которых остались недовольны бедным набором используемых трансформерами приёмов, в отличие от большинства других файтингов, специальных ударов, производимых нажатием кнопок геймпада в определённой комбинации, в Beast Wars нет.
IGN — новостной и информационный веб-сайт, освещающий тематику компьютерных игр — поставил игре 3,0/10,0, в том числе: 6 баллов за музыкальное оформление и звуковые эффекты, 3 балла за геймплей и по 2 балла за графику и «играбельность» (англ. Lasting Appeal). Главными минусами игры были названы плохая графика и низкий уровень компьютерного интеллекта.
Некоммерческий игровой веб-сайт Nintendojo оценил игру в 1,5 баллов из 10. Игра была названа ужасной и не стоящей того, чтобы её покупали. Бедное оформление арен игры было сравнено в рецензии с пустынными равнинами Небраски, музыка и звук были названы непримечательными, а геймплей — крайне неудачным.
Игра удостоилась минимальной оценки сайта DailyRadar — одной звезды из четырёх возможных, а обозреватель сайта в своей рецензии рекомендовал избегать её любой ценой